# Ezzedine Dridi
Ezzedine Dridi – tunezyjski zapaśnik walczący w stylu klasycznym. Brązowy medalista igrzysk afrykańskich w 1978 roku.